# Bija
Bija (russisk: Бия) er en flod i Altaj kraj og republikken Altaj i Rusland. Ved Bijas sammenløb med Katun dannes floden Ob, en af de store floder i Sibirien. Bija er 301 km lang, med et afvandingsareal på 37.000 km². Floden begynder i Teletskojesøen, og løber først mod nord og snor sig derefter gradvis mod vest til sammenløbet med Katun. Den fryser til i månedsskiftet november/december og er islagt til forårsflommen starter i begyndelsen af april. Floden er farbar op til byen Bijsk.
De vigtigste bifloder er Pyzja, Sarykoksja og Lebed.